# Национальная библиотека Кореи
Национальная библиотека Кореи (кор. 국립중앙도서관?, 國立中央圖書館?) — главная библиотека Южной Кореи, расположенная в столице страны Сеуле. Основана в 1945 году. Содержит более 7 млн единиц хранения, включая около 1 млн томов на иностранных языках. Некоторые книги из собрания библиотеки входят в список «Национальные сокровища Южной Кореи».
В 1974 году библиотека переехала из района Согондон в район Намсандон, а в 1988 — на нынешнее место, в район Панпходон, округ Сочхогу Сеула. В 1991 году управление библиотекой перешло от Министерства образования к Министерству культуры.
В 2007 году под эгидой Национальной библиотеки Кореи был открыт электронный сервис, представляющий собой общенациональную цифровую библиотеку (англ. Dibrary).